# Leyenda del Cristo de la Vega

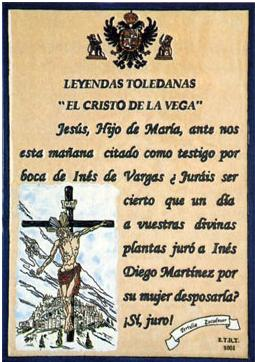

El Cristo de la Vega es una leyenda popular toledana convertida en pieza literaria por José Zorrilla bajo el título A buen juez, mejor testigo, que fue incluida en su volumen Poesías (1838). La leyenda hace referencia a una figura de la antigua basílica de Santa Leocadia.

## Trama
Había en Toledo dos amantes: Diego Martínez e Inés de Vargas. Diego se va a la guerra, pero Inés pide a Diego que se case con ella cuando vuelva. Ante el Cristo de la Vega, Diego jura casarse con ella al cabo de un mes a su regreso de Flandes.
Pasó el tiempo y Diego no regresaba mientras Inés lo esperaba impaciente. Tres años más tarde, Inés reconoció a Diego al frente de un grupo de caballeros que entraban a Toledo. Salió corriendo en su busca, pero Diego, que contaba con una nueva posición social y había olvidado sus promesas, giró el caballo y renegó de su juramento.
Desesperada pidió al gobernador de Toledo, don Pedro Ruiz de Alarcón, que intercediera. Al solicitar testigos, Inés se atrevió a presentar uno: el Cristo de la Vega. El tribunal en pleno y muchos curiosos acudieron a la iglesia del Cristo de la Vega (Allá por el Miradero, por el Cambrón y Bisagra, confuso tropel de gente del Tajo a la vega baja.) y se arrodillaron ante el cristo. Tras preguntarle si había sido testigo del juramento, se oyó un "sí, juro" y los testigos pudieron ver que el Cristo tenía los labios entreabiertos como si hubiera hablado y la mano desclavada y estirada como para posarla en los autos.
Los dos amantes, inspirados, se retiraron a sendos conventos.